# Bythiospeum leruthi
Bythiospeum leruthi is een slakkensoort uit de familie van de Hydrobiidae. De wetenschappelijke naam van de soort is voor het eerst geldig gepubliceerd in 1940 door C. Boettger.